# Крейзинг, Ханс
Ханс Крейзинг (нем. Hans Kreysing; 17 августа 1890—14 апреля 1969) — немецкий генерал горных войск, участник Первой и Второй мировых войн, кавалер Рыцарского креста с Дубовыми листьями и Мечами.

## Начало военной карьеры
Поступил на военную службу в феврале 1909 года, фанен-юнкером (кандидат в офицеры) в егерский батальон. С сентября 1910 года — лейтенант.

## Первая мировая война
В Первую мировую — на Западном фронте, с апреля 1915 года — командир пулемётной роты, старший лейтенант. В мае 1916 года — тяжело ранен под Верденом, в госпитале до октября 1918 года.
Награждён Рыцарским крестом Гогенцоллернов, Железными крестами обеих степеней и ещё 3 орденами.

## Между мировыми войнами
В конце 1919 года воевал во фрайкоре (командир роты). Затем служил в рейхсвере. С октября 1936 года — командир пехотного полка (полковник).

## Вторая мировая война
Участвовал в Польской кампании, получил планки к Железным крестам (повторное награждение).
За участие во Французской кампании награждён Рыцарским крестом (№ 34).
С октября 1940 года — командир 3-й горной дивизии в Норвегии (генерал-майор).
С июня 1941 года — в боях на Мурманском направлении. В июле 1942 года Крейзинг произведён в генерал-лейтенанты.
С октября 1942 года — дивизия переброшена под Ленинград, с декабря 1942 года — участвует в боях на Дону.
В январе 1943 года Крейзинг награждён Дубовыми листьями (№ 183) к Рыцарскому кресту.
С ноября 1943 года — командующий 17-м армейским корпусом (произведён в звание генерала горных войск). Бои на Днепре, в Молдавии, на Карпатах. В апреле 1944 года награждён Мечами (№ 63) к Рыцарскому кресту с Дубовыми листьями.
С декабря 1944 года — командующий 8-й армией. Бои в Венгрии, затем в Австрии.
После капитуляции 8 мая 1945 года немецких вооружённых сил, Крейзинг сумел пробраться в Германию, где в июне 1945 года был взят в плен британскими войсками. Отпущен из плена в 1948 году.

## Награды
- Железный крест (1914) 2-го и 1-го класса (Королевство Пруссия)
- Королевский орден Дома Гогенцоллернов рыцарский крест с мечами (Королевство Пруссия)
- Орден «За военные заслуги» 4-го класса с мечами (Королевство Бавария)
- Ганзейский крест Гамбурга
- Нагрудный знак «За ранение» (1918) чёрный (Германская империя)
- Крест «За военные заслуги» 3-го класса с воинским отличием (Австро-Венгрия)
- Почётный крест Первой мировой войны 1914/1918 с мечами (1934)
- Медаль «За выслугу лет в вермахте» с 4-го по 1-й класс
- Пряжка к Железному кресту 2-го класса
- Пряжка к Железному кресту 1-го класса (24 ноября 1939)
- Рыцарский крест Железного креста с дубовыми листьями и мечами
  - рыцарский крест (29 мая 1940)
  - дубовые листья (№ 183) (20 января 1941)
  - мечи (№ 63) (13 апреля 1944)
- Орден Креста Свободы 1-го класса с мечами (Финляндия)
- Упоминание в Вермахтберихт (18 февраля 1944)